# آرام دمشق
مملكة آرام دمشق سكن حوض دمشق منذ العصور الحجرية، وأصبحت دمشق في أواسط الألف الثاني ق.م مركزاً تجارياً، وتطورت لعاصمة مملكة من أقوى الممالك الآرامية في أواخر الألف الثاني ق.م، لكونها سوقاً تجارية في منطقة غنية زراعياً، وهذان العاملان كان لهما الأثر الكبير في تطورها وبقائها أكثر من خاصية موقعها الجغرافي الفتوح من كل الجهات عدى جهة جبل قاسيون.
أقام الإنسان في مدينة دمشق منذ العصور الحجرية الحديثة، وكثير من الباحثين يرون أن المدينة القديمة كانت قائمة في الجهة الشرقية من المدينة القديمة، ليس بعيداً عن باب توما وضمن انحناء نهر بردى عندما يتجه نحو الجنوب الشرقي، حيث النواة الأصلية للمدينة الآرامية، إذ يرتفع تل غير طبيعي يشرف على الأراضي المجاورة في ارتفاع يزيد عن 6 متر. أما موقع المعبد الآرامي القديم، فهو حيث يقوم المسجد الأموي ضمن حرم معبد جوبيتر الروماني، وقد تأكد موضع هذا المعبد الآرامي، إثر اكتشاف حجر بازلتي عام 1949 م. في الجهة الشرقية من أساسات الجدار الشمالي للجامع الأموي، يحمل صورة أسد مجنح برأس إنسان، يعتقد أنه كان يزين معبد هدد في عصر «حزه إل» ملك دمشق وذلك لشبهه بالأسود والأشكال الحيوانية التي تزين السرير العاجي الملكي الخاص بالملك «حزه إل» والذي عثر عليه في حداتو في شمالي سوريا.

### اللقى الأثرية
1. كسر فخارية تعود إلى مطلع الألف الثاني ق.م. كشفت في العام 1966 م. حين قامت وزارة الأوقاف السورية، بإعادة تبليط صحن المسجد الأموي، فحفرت المديرية العامة للآثار والمتاحف سبراً في الصحن، لم تكمله.
2. تمثال صغير، اكتشف في جدار المعبد الروماني (موقع الجامع الأموي)، نمطه سوري –فلسطيني يؤرخ في القرن التاسع ق.م.
3. حفريات في تلال في حوض دمشق منها تل الصالحية وتل سكا

### النصوص
1. هيروغليفية: كتابات تبدء من عصر المملكة الوسطى (1790- 1649 ق.م)
2. مسمارية: نص تل سكا من القرن 18 ق.م، ونصوص تل العمارنة (1391- 1336 ق.م)، ونصوص لحكام آشور
3. آرامية: نصوص لحكام الممالك الآرامية
4. الكتاب المقدس العهد القديم (تناخ)

## جغرافيا
تقع مدينة دمشق عند التقاء خط عرض (33.33 ° شمال)، وخط طول (36.18 ° شرق)، وارتفاع 690 متر، ويعود تكوين حوض دمشق إلى العصر الجيولوجي الثالث في نهاية البليوسين. ولقد استمر تكونه حتى مطلع العصر الجيولوجي الرابع وبدايات فترة البلايستوسين. مُشكلاً منخفضاً تجمعت فيه مياه الأنهار والسيول والأمطار القادمة من الجبال والمرتفعات المحيطة به، وتحول إلى بحيرة في فترة الرباعي الأدنى والأوسط حيث ساد مناخ رطب غزير الأمطار، أعقبه مناخ جفاف مرتفع الحرارة، فتقلص حجم مياه البحيرة وصلت إلى مستوى 625 متر في عصر ذروة الفورم7 قبل نحو 18.000 سنة حيث استقر الوضع نسبياً.
و في فترة الهولوسين أو الرباعي الحالي الذي بدأ قبل 10.000 سنة ولا زال مستمراً حتى الآن. كانت مياه البحيرة تنحسر وانكشفت الترسبات البحيرية والتي تتألف من المارن والكلس والطف والكونغلوميرات. وتتداخل الرسوبيات البحيرية مع التوضعات اللحقية على هوامش البحيرة، وانحسرت المياه في منخفضي بحيرة العتيبة في الشمال والهيجانة في الجنوب. واستقر مستوى سطح البحيرة عند 600 متر.
وأرض الحوض سهلاً منبسطاً ضعيف الانحدار يتدرج من الغرب إلى الشرق، حيث أخفض أجزائه في منخفض العتيبة 596 متر، ومنخفض بحيرة الهيجانة 588 متر والتي جفت عام 1940 م. ومتوسط ارتفاع حوض دمشق 660 متر، وتتشكل تضاريس الحوض من عدد من التلال المرتفعة عن السهل المجاور بنحو 5 -10 م، وجميعها تلال أثرية (اصطناعية)، كتل الصالحية وتل الغريفة وتل الخزامي وتل أسود وتل الذهب وتل سكا وتل الصوان وتلال الريحان والأشقح وتلول الفار، وأرض التلول في حزة، والتلة في زبدين، وتل حوش الريحانية وغيرها.
كما تنتشر مجموعة التلال الطبيعية على أطراف الحوض مثل الهيجانة، وتل السلطان، وتل الغزلانية وغيرها، وهي تلال اندفاعية أو رسوبية أظهرتها عمليات الحت والتعرية.

## ما قبل الفترة الآرامية
أقدم نص يشير إلى وجود مملكة في حوض دمشق هو الكتابة التي عثر عليها في تل سكا في الغوطة على بعد 20 كم من مدينة دمشق، وهي حسب القرأة الأولية عبارة عن رسالة موجهة من قبل ملك كان يحكم منطقة دمشق إلى زمزي ليم ملك ماري (1775- 1761 ق.م) على الفرات.
كما ورد اسم «آپّو م» [Apu (m) ] بين أسماء بلدان ومدن الكتابات المصري المعروف بنصوص اللعن، المكتشفة في سقارة زمن المملكة الوسطى، وعرفت أن البلاد التي تدعى [Ipwm ] هي دمشق، من مقارنتها بنصوص تل العمارنة حيث وردت بالصيغة «آپي» مع المقطع «كور» (بلاد آپوم)، ويظهر في النصوص أنها مملكة متواضعة متحالفة مع مصر غالباً، وورد الاسم في نصوص حثية بصيغة «أبينا» و«آبا»، والضم ليس إلا لهجة سورية كنعانية، وربما أصل الكلمة أكدي معناه غيضة القصب وهو اسم أطلقه الأكديون على مناطق المستقعات في بابل وسوزا وعرفت بهذا الاسم شُباط إنليل أيضاً.
و يفهم من النصوص أن «آپّو م» كانت مقسمة جغرافياً إلى منطقتين شمالية وجنوبية حيث يرد[ أمير آپّو م الجنوبية] و[ أمير آپّو م الشمالية أخو كوكب]، وموقع «كوميدو» أو «كوميدي» في البقاع الجنوبي كانت من منطقة «آپّو م»، مثلما كانت دمشق.
و ظهر اسم دمشق للمرة الأولى في التاريخ على الشكل [ تـ. مسـ. قُ] على جدار معبد الكرنك في الأقصر بمصر بين لائحة من أسماء المدن التي فتحها «تحوتموس» الثالث في القرن الرابع عشر ق.م.
وظهر باللغة الأكادية وبالخط المسماري في نصوص تل العمارنة في ذات العصر أيضاً في ثلاثة نصوص على الشكل التالي: [ دِ.مَشـ.قَ ] و[ د.مَـ. اشـ.قَ ] و[ تِـ. مَشـ. قِ ]
وذكر اسم دمشق في رسالة بالأكادية المسمارية موجهة إلى «زالايا» أحد ملوك دمشق، عثر عليها في موقع كامد اللوز، تعود إلى القرن 14 ق.م. كما يلي: [تَـ. مَـ. اشـ. قَ ]
ومن خلال مجموعة الرسائل تل العمارنة الموسمة حسب التصنيف الدولي (E194-E195-E196-E197) التي وجهها حاكم دمشق «بر ياوزا» إلى الملك المصري أن هذا الحاكم كان قد دخل في خدمة الفراعنة، وحينما قوي نفوذه، وهو في دمشق، سار بقواته منها إلى «كوميدي»، فاحتلّها، وأعلن من هناك، ولاءه لملك مصر «إخناتون».
وذكرت دمشق في النصوص الآشورية في مطالع الألف الأول ق.م. كما يلي: [ دِ. مَشـ. قَ] و[ دِ. مَشـ. قِ] و[دِ. مَشـ. قُ ] و[ دِ مـ. مَشـ. قُ]

## الفترة الآرامية
بدأت حركة الآراميون في الهلال الخصيب، عند منتصف الألف الثاني ق.م. ومن أقدم الإشارات إليهم في بلاد الشام الجنوبية ما جاء في ثبت أسماء الأمكنة الذي يعود إلى عهد ملك مصر "أمانوفس" الثاني (1425-1397 ق.م) ذُكِر أنه كانت لهذا الفرعون مدينة في «بلاد آرام»، ولا يُستبعد أن يكون المقصود من «بلاد آرام» مملكة دمشق الآرامية لأن نفوذ ملك مصر «مرنبتاح» لم يتعدَّ منطقة دمشق شمالاً، ولأن ملوك دمشق الآراميين كانوا قد لقبوا أنفسهم بلقب ملك آرام.
اسس الآراميون إمارات في جنوب بلاد الشام في سهل الحولة والجولان وعلى ضفاف اليرموك وبينه وبين نهر الزرقاء، وفي حوران وجبالها، وفي البقاع وسلسلة جبال لبنان الشرقية، ومناطق القلمون ودمشق وغوطتها منها:
- بيت رحوب: التي امتدت ربوعها بين نهري الزرقاء في الجنوب واليرموك في الشمال.
- طوبة: إلى الشرق من بيت رحوب، وعلى الأرجح في المناطق المجاورة لمدينة الزرقاء.
- جيشور: في الحولة وعلى جانبي نهر الأردن والجولان.
- معكة: على سفوح جبل الشيخ الجنوبية والغربية وفي البقاع الجنوبي.
- صوبه: كانت أقوى الإمارات الجنوب، وانتشرت في البقاع وسلسلة جبال لبنان الشرقية وغوطة دمشق وحوران. وكانت لها السيادة على إمارات الجنوب

في القرن العاشر قبل الميلاد كانت مملكة «صوبه» تسيطر على منطقة دمشق وهي على الأرجح في موقع دير خابية على نهر الأعوج غربي الكسوة، وحسب الرواية التناخية انتقلت السلطة من «صوبه»، إلى دمشق في عهد «رزون بن إل يدع» (نحو 965 ـ 925 ق.م) على إثر نزاع بينه وبين «هدد عزر» ملك «صوبه» انفصل فيه «رزون» وأسس في دمشق مملكته. ووصف نفسه باسم «ملك آرام». ولم يهاجمها «آشور دان الثاني» (932 –912 ق.م) في الوقت الذي كان يحارب مواقع عديدة قرب مناطق هذه المملكة وفي جهة الشمال الغربي منها.
وبعد وفاة «رزون» حكم دمشق ابنه «حزيون» (نحو 900 – 890 ق. م)، الذي حرص على تعزيز قوة دمشق لجعلها معقلاً هاماً في المنطقة في فترة زمنية اهتم فيها الآشوريون باخضاع الملوك والأمراء الآراميين في بلاد الشام.
وحكم «طاب ريمون» (نحو 890 - 880 ق. م) بعد وفاة «حزيون» أبيه، وكانت دمشق قد أخذت تتمتع بمركز حربي قوي، ما جعل ممالك جنوب بلاد الشام ومنها حكام «بيت عمري» (يسرإل) وحكام «يهوده» يستنجدون بملك دمشق، ويطلب كل منهم تأييده للقضاء على خصمه ومنافسه، كما كانوا يتسابقون لعقد المعاهدات معه في سبيل توطيد حكمهم.
وبعد وفاة «طاب ريمون» حكم دمشق ابنه «برهدد» الأول (نحو 880 –865 ق. م) الذي كانت مملكته تتزايد قوتها باستمرار. في حين ازداد الخلاف بين بين مملكة «بيت عمري» و«يهوده» في جنوب بلاد الشام، حيث قدم «اسا» ملك «يهوده» هدايا من فضة وذهب لـ «برهدد» الأول لينقض حلفه مع «بعشا» ملك «يسرإل» الذي كان حينها قد وصول إلى مدينة «أورسليم»، وتمكن من حصارها. فلبى «برهدد» الأول نداء «اسا». وأمر قواته بالزحف جنوباً. وفي طريقها دخلت قواته عدداً من المدن جنوب الشام، مما اضطر «بعشا» أن يرفع حصاره عن«أورسليم»، واستطاع ملك دمشق أن يوسع رقعة مملكته، وجعل «جلعاد» في شرق الأردن تحت سيطرته.
كما تدخل «برهدد» الأول في ممالك بلاد الشام الشمالية، فكان تارة حليف مملكة «بيت آجوشي» التي كانت عاصمتها «ارفاد» (تل رفعت)، وتارة أخرى منافساً لها. وقد عثر في قرية بريج على بعد نحو 70 كم من حلب على نصب آرامي يعود إلى منتصف القرن التاسع قبل الميلاد سمي نقش البريج. عليه مشهد الرب «ملقارت» مع كتابة آرامية تضمنت عبارة:

[ النصب الذي اقام بر هـ[د]

دد بن عترهمك

ملك آرام لسيده لملقر

ت الذي نذر له وسمع لقولـ

ـه..]

بعد وفاة «برهدد» الأول حكم ابنه «برهدد» الثاني أو «ادد ادري» أو«هدد عزر» (نحو 865 –842 ق. م) والذي توسع في جنوب الشام حيث حاصر «سامره» عام 857 ق.م عاصمة «بيت عمري» وطالب ملكها «آخاب» بجزية، لكنه أرتد عنها دون تحقيق أي نصر، واتجه مرة أخرى جنوباً إلا أن «آخاب» لقيه في أراضي «فيق» ورده.
أما في الشمال فكان «شولمانو- اشارئد» الثالث (859 –824 ق.م) (المعروف بشلمنصر حسب الرسم التناخي) قد ضم للدولة الآشورية عام 856 ق. م. مملكة «بيت عديني» في حوض الفرات وعاصمتها (تل برسيب/تل أحمر) واسماها «كار شولمانو اشائد» («كار» تعني حصن) التي سبق لها مقاومة المد الآشوري عام 858 و857 ق.م بقيادة أميرها «آخوني بن عديني» ومساعدة بعض الإمارات الآرامية.مما فتح الباب أما السيطرة الآشورية على غرب الهلال الخصيب، وفي محاولة لوقف هذا المد اقام ملك دمشق «برهدد الثاني» تحالفاً ضم اثني عشر ملكاً برئاسته، واتجه المتحالفون شمالاً. فالتقوا بجيش «شولمانو- اشارئد» الثالث في موقع «قرقر (الأردن)» على نهر العاصي، فجرت معركة وصفها «شولمانو- اشارئد» الثالث بكتابة جاء فيها:
[..إن الغنائم من ملوك ما وراء الفرات، أي من سنغارا ملك كركميش، وكونداشبي ملك كوماجين وآرام ملك بيت آجوشي، ولالي ملك مالاطيه، وخياني ملك مملكة شمأل، كانت هذه الغنائم تتألف من فضة وذهب ورصاص ونحاس وأواني نحاسية حصلت عليها.. في الجانب الثاني من نهر الفرات في مدينة يسميها الحثيون بيترو غادرت منطقة الفرات، واقربت من حلب، فكانوا خائفين من المعركة، فخروا على قدمي، فحصلت منهم على غنائم من فضة وذهب، وقدمت أضحية إلى هدد حلب ثم غادرت حلب، فاقتربت من مدينتي بارجا وعدينو مدينتي ملك حماه ارخوليني. احتلّيت عاصمة ارجنا، وحصلت على غنيمة منه وأملاكه وأموال قصوره. ووضعت النار في قصوره. ثم غادرت ارجنا واقتربت من قرقر، هدمت قرقر عاصمته، وخربتها وحرقتها، وقضيت على 1200 عربة حربية و1200 حصان و20.000 جندي من جنود أدد ادري (برهدد الثاني) ملك دمشق و700 عربة حربية و10.000 جندي من جنود آخاب و500 جندي من كيليكيا و10.000 جندي من «مصر» و10 عربات حربية و10.000 جندي من قيوى قوين وكيليكيا و200 جندي من جنود ملك أرواد ماتينو بعل و10.000 جمل من العربي جندب... هؤلاء الملوك الاثنى عشر ساعدوه، ولخوض المعركة قاموا ضدي... فقتلت 14000 من الجنود بسلاحهم، وأمطرت عليهم العاصفة كالرب هدد وبعثرت جثثهم، وملأت السهل بفرقهم القوية. وبالسلاح جعلت دماءهم تسيل..].
وهزم «شولمانو- اشارئد» الثالث جيوش الحلفاء في «معركة قرقر» الشهيرة عام 853 ق. م وكبدها خسائر فادحة، وفرض عليها غرامة كبيرة. إلا أنه لم يصل إلى حماه أو دمشق أو أية منطقة أخرى من مناطق الجنوب، بل عاد مكتفياً بما حصل عليه من غنائم. وفق الساسية الآشورية حينها، وأمضى «شولمانو- اشارئد» الثالث خمس سنوات قبل أن يعود من جديد لتوجه غرباً وجنوباً... ولكن لم تكد معركة «قرقر» تنتهي حتى عادت النزاعات في جنوب الشام بين مملكة دمشق ومملكة السامرة حيث اختلفتا حول منطقة «راموت جلعاد»، فشرع «آخاب» بانتزاعها من دمشق متحالفاً مع «يهوشفط» حاكم «يهوده»، إلا انه فشل في ذلك واصيب بالمعركة.
وعادت الأوضاع لتشتعل شمالاً بتوجه «شولمانو- اشارئد» الثالث غرباً مرة أخرى، وقد صمدت ممالك الشام المتحالفة بزعامة ملك دمشق «برهدد الثاني» وملك حماة «آرخوليني» أمام المد الآشوري في الأعوام 849 و848 و845 ق. م وكانت الخسائر في كثيرة وكبيرة.
اعتلى «حزه إل» (نحو 842 –805 ق. م) عرش دمشق، بعد وفاة «برهدد» الثاني، وفي هذا الوقت بقية علاقة دمشق متوترة في الجنوب الشام مع «يورم» خليفة «آخاب» على مملكة «يسرإل» ما يشير له قصة القائد «نعمان» الدمشقي في التناخ (ملوك الثاني: 5)، ومحاولت «احزيا» من «يهوده» و«يورام» من «يسرإل» انتزاع «راموت جلعاد» من «حزه إل».
ويبدو أن الملك «شولمانو- اشارئد» الثالث قلق من تزايد قوة ملك دمشق «حزه إل» وكثرة نفوذه فهجمه عام 841 ق.م ووصف الحملة:
[ في السنة الثانية عشرة من حكمي، اجتزت الفرات للمرة السادسة، فجهز حزه إل جيشه وأعده، فكان جبل صنير بمثابة حصن له، حاربته فهزمته، وقتلت ستة آلاف من جنوده المسلحين واستوليت على 1121 عربة حربية، وأربعة وسبعين حصاناً ومعسكره في آن واحد. فهرب للنجاة بنفسه، فلحقت به، وحاصرته في عاصمته دمشق. وخربت الكروم، وسرت حتى جبال حوران، وخربت وحرقت مدنه التي لا تعدّ، وحصلت على غنائم كثيرة، وسرت إلى جبل باليراسي، فوضعت في هذا المكان صورتي الملكية، وتلقيت في الوقت نفسه غنائم من الصوريين والصيداويين ويهوا...]
واكتفى وفق السياسة الآشورية حينها بالغنائم وبفرض الجزية على المناطقة من الفرات حتى مناطق الساحل الشامي. وعاود الكرة بعد ثلاث سنوات فجهز جيشاً قوياً توجه به عام 838 ق. م لقتال ملك دمشق «حزه إل» في حملة وصفها قائلاً:
[ في السنة الحادية والعشرين من حكمي، اجتزت نهر الفرات وسرت إلى مدن حزه إل ملك دمشق، ففتحت أربعة من مدنه، وحصلت من الصوريين والصيداويين... على غنائم...]
وبعد ذلك اهتم «شولمانو- اشارئد» الثالث بمنطقة بابل ومناطق الشمالية في الأنضول، وتبع ذلك تمرد في مدينة آشور نفسها استمر سبع سنين، وبعد وفاته خلفه ابنه «اداد- نيراري» الثالث تحت وصاية امه «شممورامات» (المعروفة بسميراميس)
انتهز ملك دمشق «حزه إل» فرصة انشغال ملوك آشور، وأراد توسيع مملكته فاتجه بجيشه جنوباً وقاتل «يهوا» ملك «يسرإل» وضم مناطق شرقي الأردن حتى نهر الموجب وتوسع غرباً حتى سهل فلسطين الساحلي، وذلك في سبيل الاستيلاء على طرق التجارة الآتية من مصر وشبه الجزيرة العربية، ودفع له «يواش» ملك «يهوده» جزية كبيرة لقاء عدم مهاجمته «أورسليم».
بعد وفاة «حزه إل» حكم ابنه «برهدد» الثالث دمشق فتابع سياسة أبيه في فرض الجزية ما أغضب الممالك الصغيرة والكبيرة على مملكة دمشق المجاورة لهم والتي كانت ما زالت قادرة على صد حملات ملوك آشور والسيطرة على ملوك وأمراء الممالك المجاورة.
وعندما اعتلى «زاكر» عرش مملكة حماة الآرامية، أخذ يتوسع على حساب الممالك المجاورة. وقام بضم مملكة «لعش» وأقام في عاصمتها «خزرك».
فشكل «برهدد الثالث» حلفاً ضد «زاكر» ضم ستة عشر ملكاً للتصدي لحملاته التوسيعية، فهاجم الحلفاء مدينة «خزرك» وحاصروها وطوقوا «زاكر» فيها. إلا أنهم اضطروا لرفع الحصار والانحساب بعدما تدخل «اداد- نيراري» الثالث لانقاذ حليفه «زاكر». وكان انسحاب الحلفاء بمثابة نصر لملك حماه، خلده عام 801 ق. م بنصب أقامه للرب «الويّر» من أسماء وألقاب رب المطر «هدد» عثر عليه (بونيون) عام 1903 م في تل آفس نحو 40 كم جنوبي غربي حلب. كتب فيه :
[..رفع الملوك الآراميون الحصار عن خزرك عاصمة لعش، وانسحبوا إلى عواصمهم وذلك عندما قاد الملك الآشوري اداد- نيراري حملة حربية ضد مدينة أرفاد عاصمة مملكة بيت آجوشي عام 805 وضد عزاز عام 804. وضد يعلي عام 803... وحملة ضد مدن الساحل عام 802..]
ومما يلفت النظر أن ممالك بلاد الشام إلى الشمال من حماه قد ذكرت بالاسم بينما لم تذكر ممالك بلاد الشام الجنوبية بالاسم بل اكتفى النص بإجمالهم سوية تحت الرقم سبعة، ربما لأن ثلث الممالك كانت تابعة لـ «برهدد» أو تنضوي تحت لوائه، ويرد في كتابات «اداد- نيراري» الثالث:
[... من ضفاف نهر الفرات أخضعت بلاد خطي (بلاد الشام الشمالية) وامور وكلها (بلاد الشام الوسطى) وصور وصيدا، وبلاد عمري وايدوم وفلسطيا حتى البحر غرباً، وفرضت عليها ضرائب وجزية، وسرت ضد دمشق، وحاصرت مرئي برهدد في عاصمته دمشق، فقتله خوفه من غضب سيدي آشور، فخرّ عند قدمي، وحصلت على 2300 تالنت فضة و20 تالنت ذهب و200 تالنت نحاس و5000 تالنت من الحديد، وأقمشة مزركشة، وأقمشة كتانية، وسرر عاجية، ومقاعد عاجية مزينة بالذهب ومطعمة بالأحجار الكريمة، وخزنته وأمواله بكميات كبيرة في عاصمته وسط قصره]..
وهكذا تحملت دمشق ضربة قاسية وخسارة كبيرة لزعامتها الممالك المتحالفة ضد المد الآشوري وأدت كثرة الحملات الآشورية عليها إلى إضعافها وعجزها أخيراً عن حماية حدودها، وأسهمت في تمرد الممالك الصغيرة عليها. مثل ما قام به «يواش» ملك «يسرإل» من مهاجمة مملكة دمشق نفسها، واستطاع بعد ثلاث حملات عليها أن يرفع سيطرة «برهدد» الثالث عن مناطق تابعة لمملكة دمشق الآرامية. واستمر النزاعات على حدود مملكة دمشق في عهد «يربعم الثاني» ملك «يسرإل».
وعندما اعتلى عرش آشور «شولمانو- اشارئد» الرابع (782 –772 ق. م) وجه ست حملات حربية على مملكة «اورارتو» التي قويت حتى صارت تشكل خطراً على شمال بلاد آشور كما انصرف إلى إرسال حملة حربية إلى جبال الأمانوس عام 777 ق.م وحملة أخرى ضد ملك دمشق «برهدد» الثالث عام 773 ق.م.
وفي عهد الملك «اشور- دان» الثالث (772 –754 ق.م) شهدت الإمبراطورية الآشورية أزمات مختلفة أضعفتها ورغم ذلك هاجم الجيش الآشوري «خاتاريكا /خزرك» (تل آفس) عام 765 و750 ق.م لأهمية موقعها على نهر العاصي، إلا أن الجيش لم يتقدم نحو مملكة حماه أو مملكة دمشق.
واستمر ضعف الإمبراطورية الآشورية في عهد «اشور- نيراري» الخامس (754- 745 ق. م) الذي هاجم «متعال» ملك «أرفاد» وأخضعه وأجبره على عقد معاهدة تلزمه بوضع كل إمكاناته تحت تصرف ملك آشور في حالة إعلانه الحرب على عدو ما.
واندلعت ثورة داخلية في آشور عام 745 ق. م أدت إلى اعتلاء عرش الإمبراطورية الملك «توكولتي- ابيل- إشارا» الثالث (744- 727 ق.م) (تجلات فلاسر حسب التناخ) الذي كان يتمتع بمواهب عسكرية متميزة وطموحات كثيرة وأهداف بعيدة في تشكيل دولة قوية واسعة (إمبراطورية).
في هذه الأثناء حكم «رصين»(750 –732 ق. م) مملكة دمشق، وفي العام 743 ق. م هاجم "«توكولتي- ابيل- إشارا» الثالث مملكة "اورارتو" وحلفائها الملوك والأمراء الآراميين وعلى رأسهم «متعال» ملك «أرفاد» في «كوماجين» وانتهت هذه الحرب بانتصار «توكولتي- ابيل- إشارا» الثالث وهزيمة "ساردور" ملك "اورارتو" وجعل «توكولتي- ابيل- إشارا» الثالث مملكة " أرفاد" مقاطعة آشورية عام 740 ق. م ليثبت السياسة الآشورية الجديدة في تشكيل الدولة الأمبرطورية الآشورية.
وقدم «رصين» ملك دمشق وملوك صور و«كوماجين» وكيليكيا وكركميش هداياهم إلى «توكولتي- ابيل- إشارا» الثالث في «أرفاد»، وعاودت ممالك الشام محاولة تشكيل الأحلاف لمواجهة السلطة الآشورية، وكان زعيمهم هذه المرة «عزيرو» ملك «شمأل» الذي اعتلى عرش مملكة «شمأل» عام 739 ق. م وذلك بعدما قام بثورة على الملك «بارسور بن بنامو»، إلا أن «توكولتي- ابيل- إشارا» الثالث لم يترك لهم فرصة واتجه غرباً عام 738 ق. م وهاجم عاصمة مملكة «العمق / أونقو» وجعلها إحدى المقاطعات الآشورية، ثم اتجه للقاء «عزيرو» وحلفائه ملوك وأمراء الشام. ففتح مدناً في شمال الساحل السوري، وفي منطقة حماه. وقتل «عزيرو»، ثم توجه جنوباً لتتم له السيطرة على كل بلاد الشام وذكر في حولياته قائمة بأسماء الملوك الذين خضعوا لدفع الجزية إليه وهم: «اوروكي» ملك كيليكيا، و«كوشتاشبي» ملك «كوماجين»، و«شفط بعل» ملك جبيل، و«حرم» ملك صور، و«رصين» ملك دمشق، و«منحم» ملك السامرة.
وانتهت دمشق كمملكة مستقلة حين ألحقها "«توكولتي- ابيل- إشارا» الثالث بالدولة الآشورية عام 732 ق.م جاعلاً منها ولاية آشورية من ضمن سياسته في صناعة إمبراطورية في الشرق.

## نقوش تل القاضي

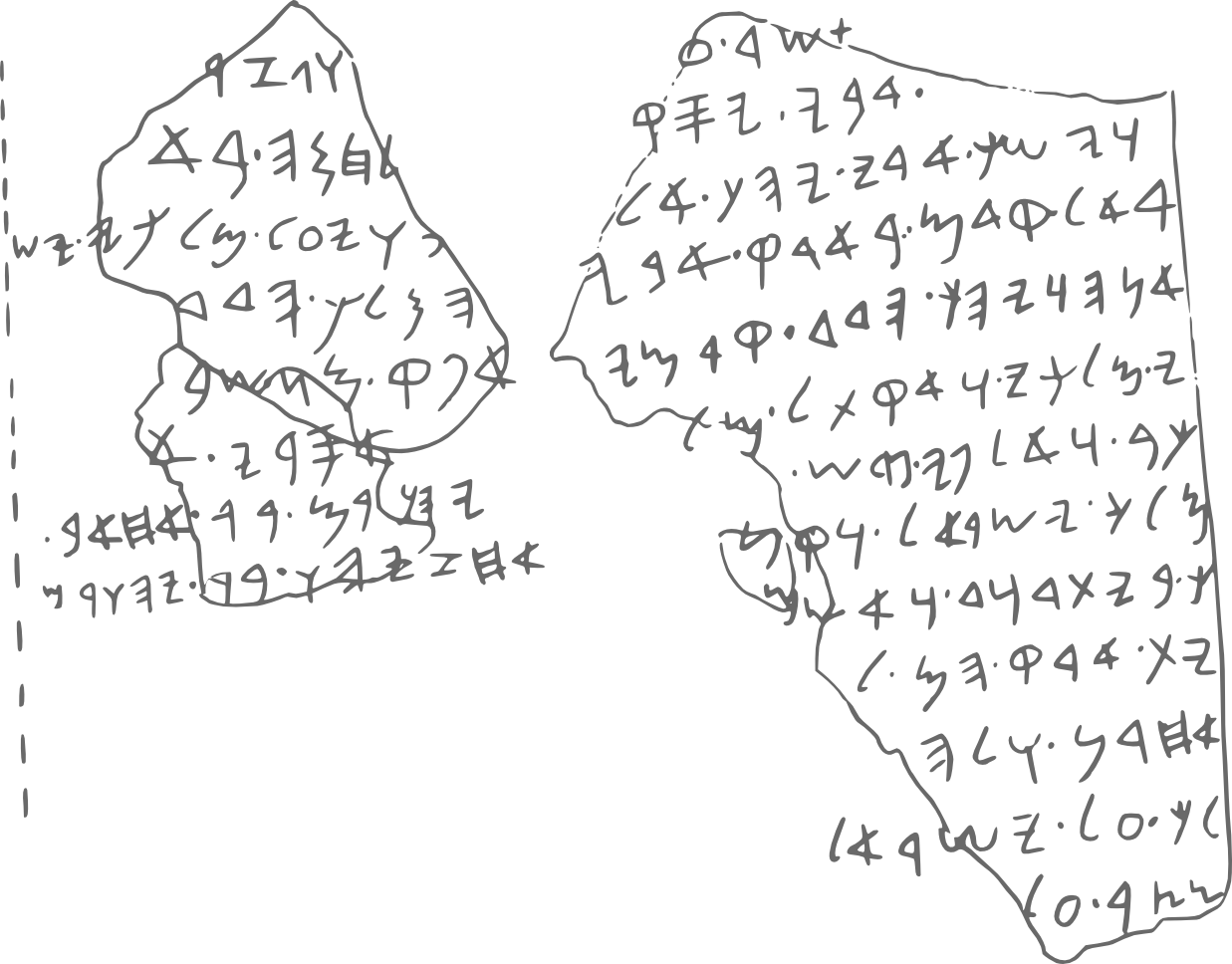
كتابات تل القاضي

ختاماً يمكن الإشارة إلى الحفريات في تل القاضي في الجولان المحتل حيث كشفت مدينة مسورة من العصر البرونزي، ومن المفترض أن ثلاث قطع حجرية عليها كتابات آرامية كشفت هناك، وقد سُميت هذه النقوش بأسماء تناخية مسبقاً، «نقش تل دان» أو «نقش بيت داود»، ما يثير تساؤلات عدة.
شكك الكثير من الاختصاصين في صحة هذه النقوش أثرياً، من مثل (G. Garbini) و (F. H. Cryer) و (N. P. Lemche). وخصوصاً بعد افتضاح أمر «نقش يواش» (أو يهوآش) المزور، إلا أن أمر نقوش تل القاضي لم يحسم بعد، والغريب أن هذه الكتابات لا تفيد إلا في تأكيد تاريخية«بيت داود»! أما الروايات التانخية المتناقضة حول مملكة آرام دمشق فلم تفيد الكتابات في استجلائها.
وفيما يتعلق في موضع البحث، فقد افترضت مجموعة افتراضات حول صاحب الكتابات هي:
1. حسب قراءة واستبناء (A. Biran) و (J. Naveh) فإن صاحب النص هو «حزه إل» ملك دمشق الذي خلّد انتصاره حسب الرواية التناخية على «يورام بن آحاب» ملك «يسرإل» و«احزيا بن يورم» ملك «يهوده».
2. حسب (J. W. Wesselius) فإن صاحب النص هو «يهوا» ملك «يسرإل» الذي استولى على المُلك من «يورم» آخر ملوك أسرة «عُمري».
3. حسب (Gershon Gali) صاحب النص هو ملك دمشق «بن هدد بن حزه إل»

## ملوك آرام دمشق
- ابن هدد الأول: «بر أدد» 890- 860 ق.م
- ادد إدري : 860- 855 ق.م
- ابن هدد الثاني: «بر أدد» 855- 842 ق.م
- حزإل: حزئيل 842- 805 ق.م
- ابن هدد الثالث: «بر أدد» 805- 773 ق.م
- هديانو : 773- 735 ق.م
- رحيانو: 735- 733 ق.م